# Gheza Vida

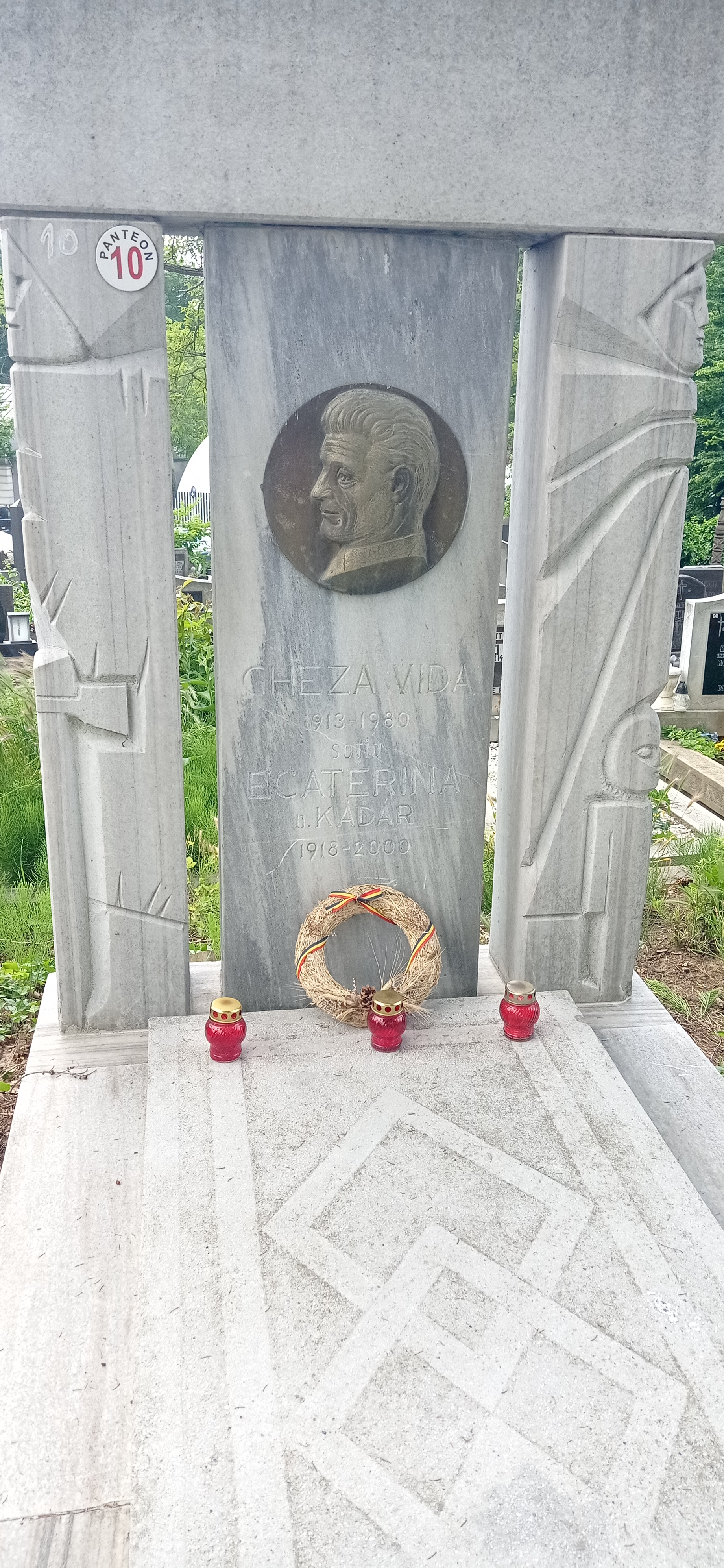
CIMITIRUL_REFORMAT_DEALUL FLORILOR_BAIA MARE_MARAMURES

Gheza Vida (nume la naștere Vida Géza; n. 28 februarie 1913, Baia Mare, Austro-Ungaria – d. 11 mai 1980, Baia Mare, România) a fost cel mai important sculptor modern din Maramureș, membru corespondent al Academiei Române și membru al Comitetului Central al Partidului Comunist Român. Gheza Vida a fost membru de partid din 1945. 

## Biografie

Sfatul bătrânilor, 1971, de Vida Gheza (în fața Prefecturii județului Maramureș)

S-a născut în data de 28 februarie 1913 la Baia Mare, Austro-Ungaria (astăzi în România), într-o familie de mineri. Tatăl, Iosif Vida, era dintr-o familie de țărani români, iar mama sa, Rozalia, avea după tată origini slovace. Tatăl său moare în 1916 din cauza rănilor suferite în razboi. În analiza CNSAS, Vida Gheza este notat cu naționalitate maghiară.
Încurajat de învățătorii săi, începe să cioplească încă din școala primară animale, păsări și figuri umane. Avea 10 ani când cioplește din briceag o nuntă și o înmormântare țărănească. Talentul său deosebit l-a determinat pe patronul mamei sale să ajute copilul, achitându-i taxele școlare la Liceul „Gheorghe Șincai” din Baia Mare. Aici i-a avut profesori de desen pe sculptorii Eugen Pascu și Gheorghe Manu.
Spirit revoluționar și nestăpânit, Gheza se implică în activități politice de stânga încă din anul 1930, luptând pentru îmbunătățirea vieții muncitorilor forestieri și a minerilor de care s-a simțit legat prin originea sa.
Este repede remarcat ca un talent promițător de către colecționari și presa locală. Dar fiindcă făcea parte din grupul artiștilor desprinși din Societatea Pictorilor Băimăreni - la acel moment foarte conservatoare, va expune pentru prima dată la Baia Mare abia în anul 1937, în cadrul unei expoziții colective organizată de acest grup.
Cel pe care l-a considerat ca singurul său maestru este pictorul Alexandru Ziffer, format la Academia Bavareză de la München, la Berlin și la Paris, unde a văzut cum se impun personalități ca: Picasso, Klimt, Derain și Delaunay. De asemenea, Ziffer ducea mai departe esența Școlii Băimărene de pictură întemeiată de Hollósy Simon (numele sub care va deveni cunoscut pictorul sighetean Simion Corbu).
Convingerile sale politice îl fac să plece ca voluntar în Spania, unde, în timpul războiului civil spaniol (1936-1939) - luptă de partea guvernului republican, în ultima parte în regimentul român de artilerie comandat de Valter Roman.
În 1939, trece în Franța împreună cu populația refugiată, unde va sta în lagărele de la Saint-Cyprien, Gurs și Argelès-sur-Mer. În tot acest timp va fi cunoscut ca Grigore, nume cu care își semnează și lucrările. A cunoscut artiști spanioli ca Mentor Blasco și Mendoza.
După ce Germania invadează Franța, este dus la muncă forțată în Germania, lângă Pădurea Neagră, dar evadează și ajunge la Baia Mare.
Sosirea unui român în teritoriul răpit prin Dictatul de la Viena a fost interpretată ca trecere ilegală din România, și a fost pus sub supravegherea poliției. În cursul ocupației horthyste a fost de trei ori concentrat în detașamente de muncă forțată pentru români.
În aceste condiții, la încurajările sculptorului Bèny Ferenczy, fiul pictorului Károly Ferenczy, va da admitere la Academia de belle-arte din Budapesta (1942-1944). Și de aici, în timpul verii este dus din nou la muncă forțată.
În data de 8 august 1944 se căsătorește cu pianista Elisabeta Kádár, fiica pictorului băimărean Géza Kádár, în casa căruia tânărul Vida și-a petrecut mult timp în compania muzicii de pian și a discuțiilor pe teme istorice și artistice. Kádár era rutean din Sighetu Marmației și a pictat icoane pentru tâmplele și zidurile bisericilor din Racșa, Șișești, Făurești-Chioar, Cărpiniș-Lăpuș, Sighet și Muncaci (astăzi Mukachevo, Ucraina).
În 1944, la o expoziție organizată la Cluj de autoritățile horthyste, vor fi expuse, fără știrea și asentimentul artistului, trei lucrări confiscate de la evreii deportați.
După eliberarea Budapestei de trupele române și sovietice (4 aprilie 1945), Vida s-a înrolat ca voluntar în Armata Română pentru eliberarea Cehiei și Slovaciei de trupele fasciste. Mai târziu și-a dedicat mai multe opere soldatului român și luptei antifasciste.
În 1945 participă la prima expoziție de după eliberarea Transilvaniei de Nord, organizată de nou constituita societate artistică.
Din 1946 este prezent la numeroase expoziții din țară (Baia Mare, Cluj și București) și străinătate (Moscova, Belgrad, Budapesta, Sofia, Cairo, Damasc, Paris, Bologna, Londra, Torino, Roma, Brno, Bruxelles, Haga, Copenhaga, Oslo, Helsinki etc.) și participă la "Bienala de la Veneția", în 1958 și 1976.
În 1946 se naște fiul său, Gheorghe.
În 1953, este distins cu Premiul de Stat pentru altorelieful "Pintea judecând un boier", iar în 1964 primește titlul de Artist al Poporului, la inaugurerea Monumentului ostașului român din Carei, la împlinirea a 20 de ani de la eliberarea întregului teritoriu al țării de sub ocupație fascistă. Monumentul a fost realizat de Vida în colaborare cu arhitectul Anton Dâmboianu.
În 1968, este ales vicepreședinte al Uniunii Artiștilor Plastici din România, și i se decernează Ordinul Meritul cultural cl. I, iar în 1971, Premiul Comitetului de Stat pentru Cultură și Artă.
În anul 1974 a fost ales membru corespondent al Academiei Române.
În 1963 apare primul film realizat de Mirel Ilieșiu despre Vida și opera sa, „Rădăcinile lui Gheza Vida”.
Se stinge din viață în seara zilei de 11 mai 1980, la Baia Mare.

## Opera

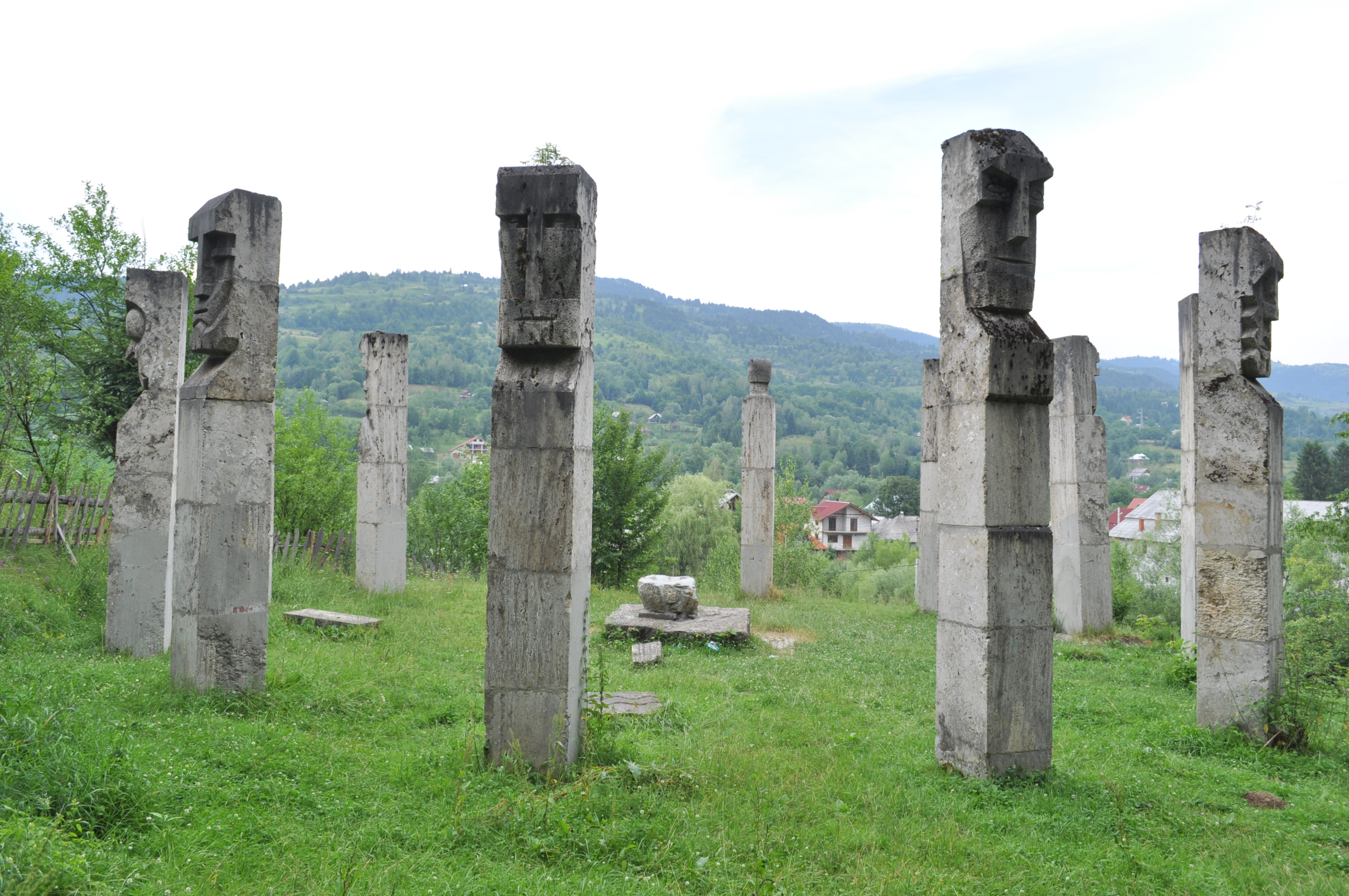
Monumentul martirilor români de la Moisei

Opera lui Vida gravitează în jurul a doua viziuni, oarecum divergente, dar neașteptat de bine îmbinate în creația sa.
Cea dintâi, telurică, are rădăcina în energia primară, forța brută, de început de Lume și a fost pusă în lumină prin lucrări reprezentând munca omului simplu cum sunt "Butinarul", "Cosaș", "La plevașcă", "Mineri", "Miner ghemuit cu lămpaș", "În pădure", "Muncitor forestier", Monumentul Minerului din centrul orașului Baia Mare (1956) etc.
În această sferă a creației sale se încadrează lucrările eroice: "Balada lui Pintea" (1957), "Răscoala" (1958), "Horea, Cloșca și Crișan" (busturile scupltate în lagărul de la Gurs în 1939, dar și proiectul pentru monumentul de la Alba) și Monumentul ostașului român din Carei.
Ce-a de-a doua fascinație a lui Vida este mitologică, și cuprinde elementele cele mai arhaice ale folclorului maramureșean, în mijlocul căruia a trăit și a creat.
Vida întreprinde constant un foarte rodnic efort de cercetare și aducere la lumină a mitologiei populare, colorând-o cu o țesătură simbolică în operele: "Omul apelor", "Omul nopții", "Omul pădurii", "Priculiciul minei", "Solomonarul", "Odihna" etc.
Pe această linie se înscrie și grupul statuar de la Moisei, precum și ansamblul intitulat Sfatul bătrânilor, amplasat în fața Palatului Administrativ din Baia Mare.
În "Monumentul de la Moisei" (1966), cele 12 coloane dispuse circular, reprezentând figuri de maramureșeni sau măști din mitologia locală, evocă masacrul de la Moisei comis la 14 octombrie 1944 de trupele horthyste aflate în retragere, în care au fost uciși 42 de localnici - români și evrei - pe motiv că ar fi fost partizani.
Marea sa capacitate de a observa și înregistra faptele și de a le proiecta într-o mare perspectivă o demonstrează compoziția "Sfatul bătrânilor" (1971). Artistul alege din viața satului un moment grav și solemn: bătrânii, așezați pe băncile de lemn, se sfătuiesc, dincolo de concretul vieții de fiecare zi, integrând parcă experiențele tuturor înaintașilor lor.
Dincolo de această fascinație a reprezentărilor fantastice, descoperim însă și nevoia de a înscrie tot ce aparține omului, în compoziții ca "Buciumașul" (1947), "Dans Oșenesc" (1947), "Țărancă cu coșul" (1942), "La fân" (1958), "Recolta" (1960) sau "Horitoarea" (1958), pentru că toate aparțin aceleiași viziuni, dominate de observarea unor crâmpeie de viață.
Materialul său preferat, lemnul, accentuează volumele și le dă pregnanță în spațiul pe care îl propune substanța operei, în același timp valorificând sobrietatea străvechimii.
Admirația sa pentru țăranii simpli - cu care dealtfel a lucrat împreună și s-a sfătuit la multe din operele sale - și pentru modul lor de viață în forma cea mai arhaică și mai curată a fost până la urmă izvorul de seve pentru creația sa de o forță copleșitoare.

## Premii și distincții

### Premii
- Premiul de Stat (1953)
- Premiul Comitetului de Stat pentru Cultură și Artă (1971)

### Distincții
- Medalia Muncii (22 august 1952) „pentru merite deosebite în munca de Partid și de Stat în legătură cu întărirea economică și financiară a țării”[8]
- titlul de Maestru emerit al artei din Republica Populară Romînă (15 mai 1957) „pentru merite deosebite în activitatea artistică, pedagogică, precum și în munca din alte domenii ale culturii”[9]
- Ordinul „23 August” clasa a IV-a (12 august 1959) „pentru merite deosebite în opera de construire a socialismului”[10]
- Medalia „40 de ani de la înființarea Partidului Comunist din Romînia” (6 mai 1961) „pentru merite în activitatea de partid și întărirea regimului democrat-popular”[11]
- Ordinul Muncii clasa I (11 martie 1963) „pentru activitate rodnică desfășurată în domeniul dezvoltării artelor plastice în țara noastră, cu prilejul împlinirii a 50 de ani de la naștere”[12]
- titlul de Artist al Poporului din Republica Populară Romînă (18 august 1964) „pentru merite deosebite în activitatea desfășurată în domeniul teatrului, muzicii, artelor plastice și cinematografiei”[13]
- Ordinul „23 August” clasa a IV-a (10 iulie 1965) „pentru merite deosebite în realizarea sarcinilor prevăzute în Directivele celui de al III-lea Congres al Partidului Muncitoresc Român”[14]
- Ordinul „Tudor Vladimirescu” clasa a III-a (30 aprilie 1966) „cu prilejul celei de-a 45-a aniversări de la înființarea Partidului Comunist din România, pentru îndelungată activitate în mișcarea muncitorească și merite deosebite în opera de construire a socialismului”[15]
- Ordinul „Meritul Cultural” clasa I (1968) „pentru activitate deosebită în domeniul artelor plastice”[16]
- titlul de Erou al Muncii Socialiste și medalia de aur „Secera și ciocanul” (4 mai 1971) „cu prilejul aniversării a 50 de ani de la constituirea Partidului Comunist Român, [...] pentru activitate îndelungată în mișcarea muncitorească și merite deosebite în opera de construire a socialismului în patria noastră”[17]
- Ordinul „23 August” clasa I (8 martie 1973) „pentru activitate îndelungată și merite deosebite în domeniul artelor plastice, cu prilejul împlinirii vîrstei de 60 de ani”[18]

## Afilieri
- Membru corespondent al Academiei Române, din 1953.